# Perechreście (rejon piński)
Perechreście (biał. Перахрэсце; ros. Перехрестье) – wieś na Białorusi, w obwodzie brzeskim, w rejonie pińskim, w sielsowiecie Duboja.
W dwudziestoleciu międzywojennym leżało w Polsce, w województwie poleskim, w powiecie pińskim, w gminie Chojno. Po II wojnie światowej w granicach Związku Sowieckiego. Od 1991 w niepodległej Białorusi.